# Фалоппио
Фалоппьо (итал. Faloppio) — коммуна в Италии, располагается в регионе Ломбардия, подчиняется административному центру Комо.
Население составляет 3454 человека, плотность населения составляет 864 чел./км². Занимает площадь 4 км². Почтовый индекс — 22020. Телефонный код — 031.
В коммуне особо почитают обращение святого апостола Павла, празднование 25 января.